# Max Rüegg
Max Rüegg (ur. w 1956 roku w Schmerikon) – szwajcarski bobsleista, czterokrotny medalista mistrzostw świata.

## Kariera
Pierwszy sukces w karierze Rüegg osiągnął w 1981 roku, kiedy wspólnie ze swym bratem Tonym, Erichem Schärerem i Josephem Benzem zdobył brązowy medal w czwórkach podczas mistrzostw świata w Cortinie d'Ampezzo. Na rozgrywanych rok później mistrzostwach świata w St. Moritz razem z Schärerem zwyciężył w dwójkach, a w rywalizacji czwórek ponownie był trzeci. Wystartował także na mistrzostwach świata w Lake Placid w 1983 roku, gdzie razem z Schärerem zdobył srebrny medal w dwójkach. Nigdy nie wystąpił na igrzyskach olimpijskich.
Jego bratankowie: Ralph i Ivo Rüegg również byli bobsleistami.